# Michael Weins
Michael Weins (* 9. März 1971 in Köln) ist ein deutscher Schriftsteller.

## Leben
Weins studierte Psychologie an der Universität Hamburg. Er ist Mitbegründer des Literaturclubs Macht e.V., der Schischischo und der Liv-Ullmann-Show.
2000 und 2005 bekam er den Hamburger Förderpreis für Literatur.
Wie auch die Werke davor erhielt sein zweiter Roman Delfinarium, der im Alten Land spielt und in der Zeit rund um den Ausbau der Airbus-Landebahn in Hamburg-Finkenwerder angesiedelt ist, viel positive Resonanz in der Presse. 2016 wurde Weins mit dem Hubert-Fichte-Preis ausgezeichnet. Er lebt als Schriftsteller und Psychologe in Hamburg.

## Werke
- Sie träumt von Pferden, Geschichten mit Tieren, zusammen mit Katharina Gschwendtner, 2015, mairisch Verlag, Hamburg, ISBN 978-3-938539-35-4
- Goldener Reiter, Roman, überarbeitete Neuausgabe mit Nachwort, 2013, mairisch Verlag, Hamburg, ISBN 978-3-938539-28-6
- Lazyboy, Roman, 2011, mairisch Verlag, Hamburg, ISBN 978-3-938539-19-4
- Delfinarium, Roman, 2009, mairisch Verlag, ISBN 978-3-938539-11-8, unter dem Titel Die Delfinfrau 2011 auch als Taschenbuch bei Piper erschienen, ISBN 978-3-492-25920-0
- Delfinarium, Hörbuch, 2009, gesprochen von Oliver Rohrbeck, Buchfunk, ISBN 978-3-86847-114-4
- Krill, Erzählungen, 2007, mairisch Verlag, ISBN 978-3-938539-06-4
- Goldener Reiter, Roman, 2002, Rowohlt Taschenbuchverlag, ISBN 3499231980
- Feucht, Kurzgeschichten, 2001, Schwamm-Verlag, ISBN 393217609X